# Le Marchand de plaisirs
Pour plus de détails, voir Fiche technique et Distribution.
Le Marchand de plaisirs est un film français réalisé par Jaque-Catelain, sorti en 1923.

## Fiche technique
- Titre : Le Marchand de plaisirs
- Réalisation : Jaque-Catelain
- Direction artistique : Marcel L'Herbier
- Production : Marcel L'Herbier
- Pays de production : France
- Format : Noir et blanc - 1,33:1 - Film muet
- Genre : drame
- Date de sortie : 1923

## Distribution
- Jaque-Catelain : Gosta / Donald
- Marcelle Pradot : Marie-Ange d'Ormoy
- Claire Prélia : La mère
- Philippe Hériat : Le père
- Germaine Michel